# 넥슨 카트라이더 리그 듀얼 레이스

카트라이더 리그 듀얼 레이스 공식 로고

넥슨 카트라이더 리그 DUAL RACE는 SPO TV 게임즈 카트라이더 리그의 다섯 번째 리그이며 기존 온게임넷에서 열렸던 리그를 포함하면 22번째 카트라이더 리그이다. 카트라이더 리그 최초로, 팀전과 개인전을 한 리그에서 동시에 진행한다.

## 기간

### 예선

#### 2차 예선
- 일정
  - 모집 : 2016년 6월 23일 (목) ~ 2016년 6월 30일 (수)
  - 참가 팀 발표 : 2016년 7월 7일 (목)
  - 예선 진행 : 2016년 7월 16일, 17일 (토, 일) 오전 10시부터
- 방식 : 조별 싱글 토너먼트
  - 1세트 4:4 스피드전 (5전 3선승제)
  - 2세트 4:4 아이템전 (5전 3선승제)
  - 3세트 1:1 스피드전 (단판제)

### 본선
- 기간 : 2016년 8월 6일 ~ 2016년 11월 5일 (12주)
- 방송 시간 : 매주 토요일 오후 6시
- 장소 : 강남 넥슨 아레나

#### 팀전
- A조, B조 별 더블 엘리미네이션 방식으로 진행, 4강 이후 싱글 토너먼트와 3/4위 결정전.

#### 개인전
- 일정
  - 10월 1일 : 본선 1경기
  - 10월 15일 : 본선 2경기
  - 10월 29일 : 결승
- 본선 : 1조당 8명으로, 4조를 구성하여, 조별 상위 2명 선발
- 결승
  - 1라운드 - 8명 / 60포인트 선취 4명 선발
  - 2라운드 - 4명 / 60포인트 선취 2명 선발
  - 3라운드 - 2명 / 에이스 결정전 5판 3선승제

## 특이 사항
- 카트라이더 리그 최초로, 팀전과 개인전을 한 리그에서 동시에 진행함.
- 카트라이더 리그가 공인 리그로 전환됨.[3]

## 상금
- 총 상금 : 8800만원

팀 상금은 해당 팀에게 지급되며, 선수 상금은 각 팀의 선수들에게 지급된다.

### 팀전 상금
- 1위 : 3200만원
- 2위 : 2000만원
- 3위 : 1200만원

### 레이싱팀 상금
- 1위 : 1000만원
- 2위 : 500만원
- 3위 : 300만원

### 개인전 상금
- 우승 : 300만원
- 준우승 : 200만원
- 3위 : 100만원

## 참가선수
| 그룹 | 팀명                | 감독           | 매니저         | 선수                           |
| ---- | ------------------- | -------------- | -------------- | ------------------------------ |
| A조  | 디팩토리 모터스포츠 | 이창우         | 송다미         | 우성민, 조다훈, 손우현, 이다빈 |
| A조  | 쏠라이트 인디고     | 서주원         | 김서연         | 문호준, 전대웅, 강석인, 최영훈 |
| A조  | 유베이스 알스타즈   | 문채영         | 한세린         | 박지호, 정승민, 최준호, 이준용 |
| A조  | 범스 레이싱         | 최진렬, 김범훈 | 유니           | 권순민, 김대진, 김주원, 박현수 |
| B조  | 원 레이싱           | 연임순         | 채연서         | 유영혁, 이은택, 김승태, 조성제 |
| B조  | 스토머 레이싱       | 박상준         | 태희, 이다령   | 이재인, 박천원, 신동이, 유창현 |
| B조  | Team DRM            | 여종석         | 김한솔         | 강진우, 김선일, 이중선, 박인수 |
| B조  | 그리핀              | 조항진         | 반지희, 민시아 | 황선민, 한주성, 문민기, 임재원 |

### 8강 조별 풀리그

#### A조(그룹)
- 1위 : 쏠라이트 인디고
- 2위 : 디팩토리 모터스포츠
- 3위 : 유베이스 알스타즈
- 4위 : 범스 레이싱

#### B조(그룹)
- 1위 : 원 레이싱
- 2위 : 스토머 레이싱
- 3위 : 그리핀
- 4위 : Team DRM

굵은 글씨는 4강 진출

### 4강 이후
|  | 준결승전            | 준결승전  |                 |   | 결승전 | 결승전 |
|  |                     |           |                 |   |        |        |
|  |                     |           |                 |   |        |        |
|  |                     |           |                 |   |        |        |
|  | 쏠라이트 인디고     | 2         |                 |   |        |        |
|  | 쏠라이트 인디고     | 2         |                 |   |        |        |
|  | 스토머 레이싱       | 1         |                 |   |        |        |
|  | 스토머 레이싱       | 1         | 쏠라이트 인디고 | 2 |        |        |
|  |                     |           | 쏠라이트 인디고 | 2 |        |        |
|  |                     | 원 레이싱 | 0               |   |        |        |
|  | 원 레이싱           | 원 레이싱 | 0               | 2 |        |        |
|  | 원 레이싱           |           |                 | 2 |        |        |
|  | 디팩토리 모터스포츠 | 0         |                 |   |        |        |
|  | 디팩토리 모터스포츠 | 0         |                 |   |        |        |

## 대회 결과
- 우승 : 쏠라이트 인디고
- 준우승 : 원 레이싱
- 3위 : 스토머 레이싱
- 4위 : 디팩토리 모터스포츠

## 중계진
- 캐스터 : 성승헌
- 해설 :  정준, 김대겸